# Pręty zerowe
Pręty zerowe – pojęcie z zakresu mechaniki budowli. Mianem prętów zerowych określa się te pręty kratownic (płaskich lub przestrzennych) w których wartości sił normalnych wynoszą zero. Aby określić położenie prętów zerowych najczęściej nie ma potrzeby przeprowadzania obliczeń, gdyż wystarcza analiza geometrii samej kratownicy i umiejscowienia obciążeń zewnętrznych. Określenie położenia prętów zerowych przed rozpoczęciem obliczeń analitycznych znacznie upraszcza sam proces obliczeń.
Przypadki występowania prętów zerowych:
- dwa pręty, węzeł nieobciążony - oba pręty zerowe

- dwa pręty, węzeł obciążony siłą równoległą do jednego z prętów - drugi pręt zerowy

- węzeł nieobciążony, trzy pręty, w tym 2 leżące na jednej prostej - trzeci pręt zerowy